# All They Had to Do Was Dream
All They Had to Do Was Dream, album utgivet 1985 av The Everly Brothers och det gavs ut på skivbolaget Rhino Records. 
Detta album består av tidigare outgivna alternativinspelningar av många av brödernas tidiga låtar.

## Låtlista
1. "Leave My Woman Alone" (Ray Charles)– 2:37
2. "Hey, Doll Baby" – 2:18
3. "I Wonder If I Care As Much" – 2:24
4. "Wake Up Little Susie" (Felice Bryant/Boudleaux Bryant) – 2:45
5. "Maybe Tomorrow" – 2:08
6. "All I Have to Do Is Dream" (Boudleaux Bryant) – 2:38
7. "Like Strangers" (Boudleaux Bryant) – 2:08
8. "Poor Jenny" (Felice Bryant/Boudleaux Bryant) – 2:58
9. "Oh True Love" – 2:47
10. "(Till) I Kissed You" (Don Everly) – 2:52
11. "Love Of My Life" – 2:50
12. "Love Of My Life" (2:a versionen) – 2:24
13. "When Will I Be Loved" (Phil Everly) – 2:36
14. "Should We Tell Him" (Don Everly/Phil Everly) – 1:44
15. "Kentucky" (Karl Davis) – 2:56
16. "Problems" – 2:35
17. "Let It Be Me" (Gilbert Bécaud/Mann Curtis/Pierre Delanoë) – 2:38